# Дик Трейси
„Дик Трейси“ (на английски: Dick Tracy) е американска екшън криминална комедия от 1990 г., базиран на едноименния комиксов герой от 1930-те години, създаден от Честър Гулд. Главната роля се изпълнява от Уорън Бейти, който е режисьор и продуцент на филма, чийто актьорски поддържащ състав включва Ал Пачино, Мадона, Глен Хедли и Чарли Корсмо.